# IBATIS
iBATIS je aplikační framework, který usnadňuje mapování mezi SQL databázemi a objekty v Javě, .NET a Ruby on Rails. V Javě jsou těmito objekty jednoduché POJO. Mapování je odděleno od aplikační logiky tím, že se veškeré SQL dotazy ukládají do XML souborů. Výsledkem je minimalizace rutinní práce s JDBC.
Alternativní frameworky, jako například JPA, umožňují tvorbu objektového modelu vývojářem v Javě a pak vytvářejí a udržují databázi automaticky. iBATIS používá opačný přístup: vývojář nejdříve začne s SQL databází a iBATIS poté automatizuje tvorbu Java objektů. Oba přístupy mají své výhody, ale iBATIS je dobrá volba v případě, kdy vývojář nemá plnou kontrolu nad schématem SQL databáze.
iBATIS v nejnovější verzi 3.0 nabízí velké množství vylepšení, i za cenu zpětné nekompatibility.
21. května 2010 založil tým vývojářů na základě kódu iBatis nový projekt jménem MyBatis a další verze publikoval již v rámci tohoto projektu. V důsledku toho přestal být projekt iBATIS aktivně vyvíjen a byl zařazen mezi ostatní mrtvé projekty Apache Software Foundation do Apache Attic.

## Použití v Javě
Každá aplikace používající iBATIS se točí okolo instance třídy SqlSessionFactory. Tato instance může být získána pomocí třídy SqlSessionFactoryBuilder, která je schopná požadovanou třídu vytvořit na základě XML konfiguračního souboru nebo předpřipravené instance třídy Configuration.

### Vytvoření SqlSessionFactory z XML souboru
Vytvoření instance SqlSessionFactory z XML souboru je velmi jednoduché. iBATIS obsahuje pomocnou třídu Resource, která zjednodušuje načítání konfiguračních souborů z classpath a jiných míst.
```
String
 
resource
 
=
 
"org/apache/ibatis/example/Configuration.xml";
Reader
 
reader
 
=
 
Resources.getResourceAsReader(resource);
sqlMapper
 
=
 
new
 
SqlSessionFactoryBuilder().build(reader);

```

Konfigurační XML soubor obsahuje nastavení pro iBATIS framework, včetně nastavení potřebného pro připojení k databázi a nastavení transakcí. Plný výčet možností je k naleznutí v uživatelské dokumentaci, jednoduchý příklad vypadá takto:
```
<?xml version="1.0" encoding="UTF-8" ?>

<!DOCTYPE configuration

  PUBLIC "-//ibatis.apache.org//DTD Config 3.0//EN"

  "http://ibatis.apache.org/dtd/ibatis-3-config.dtd">
 

<configuration>

  
<environments
 
default=
"production"
>

      
<environment
 
id=
"development"
>

      
<transactionManager
 
type=
"JDBC"
/>

      
<dataSource
 
type=
"POOLED"
>

        
<property
 
name=
"driver"
 
value=
"${driver}"
/>

        
<property
 
name=
"url"
 
value=
"${url}"
/>

        
<property
 
name=
"username"
 
value=
"${username}"
/>

        
<property
 
name=
"password"
 
value=
"${password}"
/>

      
</dataSource>

    
</environment>

          
<environment
 
id=
"production"
>
  

         
<transactionManager
 
type=
"MANAGED"
>
  

             
<property
 
name=
""
 
value=
""
/>
  

         
</transactionManager>
  

         
<dataSource
 
type=
"POOLED"
>
  

             
<property
 
name=
"driver"
 
value=
"${driver}"
/>
  

             
<property
 
name=
"url"
 
value=
"${url}"
/>
  

             
<property
 
name=
"username"
 
value=
"${username}"
/>
  

             
<property
 
name=
"password"
 
value=
"${password}"
/>
  

             
<property
 
name=
"poolMaximumActiveConnections"
 
value=
"25"
/>
  

             
<property
 
name=
"poolMaximumIdleConnections"
 
value=
"5"
/>
  

         
</dataSource>
  

     
</environment>

  
</environments>

  
<mappers>

    
<mapper
 
resource=
"org/apache/ibatis/example/BlogMapper.xml"
/>

  
</mappers>

</configuration>

```

Za zmínku zde určitě stojí podpora rozlišení různých běhových prostředí, což je novinka od verze 3.0. Pomocí tagu <environment> máme možnost definovat různé nastavení pro připojení k databázi a poté je měnit pomocí jednoduché konfigurace.

### Vytvoření SqlSessionFactory bez použití XML
iBATIS nabízí třídu Configuration, která poskytuje stejné konfigurační možnosti, jako XML soubor.
```
DataSource
 
dataSource
 
=
 
BlogDataSourceFactory
.
getBlogDataSource
();

TransactionFactory
 
transactionFactory
 
=
 
new
 
JdbcTransactionFactory
();

Environment
 
environment
 
=
 

	
new
 
Environment
(
"development "
,
 
transactionFactory
,
 
dataSource
);

Configuration
 
configuration
 
=
 
new
 
Configuration
(
environment
);

configuration
.
addMapper
(
BlogMapper
.
class
);

SqlSessionFactory
 
sqlSessionFactory
 
=
 

	
new
 
SqlSessionFactoryBuilder
().
build
(
configuration
);

```

V tomto případě potřebujeme navíc ještě takzvanou mapper třídu, která obsahuje SQL mapovací anotace, abychom se vyhnuli potřebě XML. Z důvodu omezení Java anotací a komplexnosti některých mapování jsou XML stále potřeba pro nejsložitější mapování (např. Nested Join Mapping).

### Získávání SqlSession z SqlSessionFactory
Nyní, když už máme SqlSessionFactory, můžeme získat instanci třídy SqlSession. Tato třída obsahuje všechny metody potřebné pro vykonávání SQL dotazů do databáze. Mapované SQL příkazy je možné provádět přímo proti tomuto objektu. Například:
```
SqlSession
 
session
 
=
 
sqlMapper
.
openSession
();

try
 
{

  
Blog
 
blog
 
=
 
(
Blog
)
 
session
.
select
(

    
"org.apache.ibatis.example.BlogMapper.selectBlog"
,
 
101
);

}
 
finally
 
{

  
session
.
close
();

}

```

I když tento přístup funguje, je zde daleko přehlednější přístup. Použitím rozhraní, které přesně popíše parametry a návratové hodnoty pro daný příkaz, je možné docílit daleko čistějšího a typově bezpečného kódu. Například:
```
SqlSession
 
session
 
=
 
sqlSessionFactory
.
openSession
();

try
 
{

  
BlogMapper
 
mapper
 
=
 
session
.
getMapper
(
BlogMapper
.
class
);

  
Blog
 
blog
 
=
 
mapper
.
selectBlog
(
101
);

}
 
finally
 
{

  
session
.
close
();

}

```

## Mapované SQL příkazy
Příkazy mohou být definované buď pomocí XML, nebo anotací. Pojďme se nejdříve podívat na XML. Úplnou sadu funkcí poskytovaných iBATISem lze realizovat pomocí mapovacího jazyka založeného na XML, který učinil iBATIS tak populární v průběhu posledních let. Zde je příklad s mapováním pomocí XML, které by umožnilo úspěšné volání výše uvedené SqlSession.
```
<?xml version="1.0" encoding="UTF-8" ?>
 

<!DOCTYPE mapper 

    PUBLIC "-//ibatis.apache.org//DTD Mapper 3.0//EN" 

    "http://ibatis.apache.org/dtd/ibatis-3-mapper.dtd">
 

<mapper
 
namespace=
"org.apache.ibatis.example.BlogMapper"
>
 

  
<select
 
id=
"selectBlog"
 
parameterType=
"int"
 
resultType=
"Blog"
>
 

    
select
 
*
 

from
 
Blog
 

where
 
id
 
=
 
#{id}
 

  
</select>
 

</mapper>

```

Tato ukázka definuje mapovaný příkaz“selectBlog”, ve jmenném prostoru “org.apache.ibatis.example.BlogMapper”. Následující ukázka demonstruje použití anotací pro stejný účel:
```
package
 
org.apache.ibatis.example
;

public
 
interface
 
BlogMapper
 
{

  
@Select
(
"SELECT * FROM blog WHERE id = #{id}"
)

  
Blog
 
selectBlog
(
int
 
id
);

}

```

Anotace mají své omezení a nehodí se na složitější konstrukce.
Update, delete
Update ani Delete se od Selectu moc neliší.
```
<select
 
id=
"selectBlog"
 
parameterType=
"int"
 
resultType=
"Blog"
>
 

  
select
 
*
 

          
from
 
Blog
 

          
where
 
id
 
=
 
#{id}
 

</select>
 

<update
 
id=
"updateBlog"
 
parameterType=
"Blog"
>

  
update
 
Blog
 
set
 

title
 
=
 
#

  
where
 
id
 
=
 
#{id}

</update>

<delete
 
id=
"deleteBlog” parameterType="
int"
>

    
delete
 
from
 
Blog
 
where
 
id
 
=
 
#{id}

</delete>

```

### Dynamické SQL
Velmi zajímavá je také podpora dynamických SQL dotazů pomocí OGNL. Používají se čtyři základní podmínkové elementy:
•	if
•	choose (when, otherwise)
•	trim (where, set)
•	foreach
```
<select
 
id=
"findActiveBlogLike"

        
parameterType=
"Blog"
 
resultType=
"Blog"
>

    
SELECT
 
*
 
FROM
 
BLOG
 
WHERE
 
state
 
=
 
‘ACTIVE’

    
<if
 
test=
"title != null"
>

        
AND
 
title
 
like
 
$

    
</if>

    
<if
 
test=
"author != null && author.name != null"
>

        
AND
 
title
 
like
 
${author.name}

    
</if>

</select>

<select
 
id=
"findActiveBlogLike"

        
parameterType=
"Blog"
 
resultType=
"Blog"
>

    
SELECT
 
*
 
FROM
 
BLOG
 
WHERE
 
state
 
=
 
‘ACTIVE’

    
<choose>

        
<when
 
test=
"title != null"
>

            
AND
 
title
 
like
 
$

        
</when>

        
<when
 
test=
"author != null && author.name != null"
>

            
AND
 
title
 
like
 
${author.name}

        
</when>

        
<otherwise>

            
AND
 
featured
 
=
 
1

        
</otherwise>

    
</choose>

</select>

<select
 
id=
"selectPostIn"
 
resultType=
"domain.blog.Post"
>

    
SELECT
 
*

    
FROM
 
POST
 
P

    
WHERE
 
ID
 
in

    
<foreach
 
item=
"item"
 
index=
"index"
 
collection=
"list"

             
open=
"("
 
separator=
","
 
close=
")"
>

        
#{item}

    
</foreach>

</select>

```

Element trim (popřípadě where a set) řeší situace, kde by podmínka v určité části dotazu mohla působit vytvoření nevalidního SQL dotazu. Například, pokud bychom v prvním případě odstranili podmínku „state = ‘ACTIVE’”, mohli bychom dojít k dotazu
SELECT * FROM BLOG
WHERE
Pokud by se obě podmínky vyhodnotili jako nepravda. iBATIS má ovšem pro tyto situace velmi jednoduché řešení v podobě elementu where:
```
<select
 
id=
”findActiveBlogLike”
 

parameterType=
”Blog”
 
resultType=
”Blog”
>

  
SELECT
 
*
 
FROM
 
BLOG
 

  
<where>
 

  	
<if
 
test=
”state
 
!=
 
null”
>

     		
state
 
=
 
#{state}

  	
</if>
 

  	
<if
 
test=
”title
 
!=
 
null”
>

    		
AND
 
title
 
like
 
#

  	
</if>

  	
<if
 
test=
”author
 
!=
 
null
 
and
 
author.name
 
!=
 
null”
>

    		
AND
 
title
 
like
 
#{author.name}

  	
</if>

	  
</where>

</select>

```

Pokud bychom s chováním where elementu nebyli spokojeni, můžeme si nadefinovat vlastní chování pomocí elementu trim. Takto by vypadal ekvivalent k elementu where:
```
<trim
 
prefix=
"WHERE"
 
prefixOverrides=
"AND |OR "
>

  
…

</trim>

```

## Nástroje
Ibator je generátor kódu pro iBATIS. Z existující relační struktury je schopen vygenerovat kód POJO class, SqlMap.xml obsahující CRUD dotazy a DAO interface a implementaci. Může být použit na začátku projektu nebo opakovaně i v rámci build cyklu (pomocí Antu).